# Lady Marmalade
"Lady Marmalade" là bài hát quán quân bảng xếp hạng Billboard Hot 100 đến hai lần, một lần là vào năm 1975 và 26 năm sau, nó lại thống trị bảng xếp hạng vào năm 2001. Phát hành lần đầu vào năm 1974, bài hát được nhóm nhạc Labelle làm trở nên nổi tiếng. Được sản xuất bởi Allen Toussaint, "Lady Marmalade" trở thành hit số 1 vào năm sau đó. Bài hát nổi tiếng nhờ đoạn chorus gợi dục "voulez-vous coucher avec moi (ce soir)?" ("Muốn ngủ với em (đêm nay) không?"). Bài hát đứng vị trí đầu bảng xếp hạng Billboard Hot 100 ở Mỹ suốt một tuần và thống trị bảng xếp hạng Canadian RPM national singles chart vào cùng ngày. Phiên bản "Lady Marmalade" của Labelle được đưa vào Đại sảnh danh vọng Grammy vào năm 2003. "Lady Marmalade" được sáng tác bởi Bob Crewe (đồng tác giả của nhiều hit được thu âm bởi The Four Seasons) và Kenny Nolan. Cặp nhạc sĩ này đã từng cộng tác viết nên bài hit "My Eyes Adored You" của Frankie Valli.
Trong suốt nhiều năm, "Lady Marmalade" đã được cover rất nhiều lần. Năm 1998, nhóm nhạc All Saints đưa bài hát lên vị trí quán quân bảng xếp hạng UK Singles Chart lần đầu tiên. Và phiên bản năm 2001 của Christina Aguilera, Lil' Kim, Mýa, và Pink là một đĩa đơn cho album nhạc phim của bộ phim Moulin Rouge!.

## Bản cover trongMoulin Rouge!
Phiên bản này do Missy Elliott sản xuất, với sự trợ giúp về phần nhạc nền của nhà sản xuất Rockwilder. Bản trình bày của Christina Aguilera, Lil' Kim, Mýa, và Pink đã giúp bài hát đạt vị trí quán quân bảng xếp hạng Billboard Hot 100 lần thứ hai, vươn tới vị trí số 1 vào tuần thứ tám sau khi phát hành và trụ ở đó suốt 5 tuần. Lady Marmalade là đĩa đơn quán quân thứ tư của Aguilera, và là đĩa đơn quán quân đầu tiên của Kim, Pink và Mya tại Mỹ. Nó nằm trong top 40 ở Mỹ suốt 14 tuần, và thống trị các bảng xếp hạng ở 15 quốc gia khác nhau, bao gồm United Kingdom và Australia. Đối với Lil' Kim & Mýa, đĩa đơn này là đĩa đơn bán chạy nhất của họ. Bài hát này còn được đưa vào các phiên bản không phát hành tại Mỹ của Keeps Gettin' Better: A Decade of Hits. Ca khúc cũng đứng hạng 47 trong danh sách các bài hát tuyệt vời nhất thập niên 2000 của VH1.

### Video clip

Từ trái sang: Lil' Kim, P!nk, Mýa và Christina Aguilera

Video clip cho bài hát này được thực hiện bởi đạo diễn Paul Hunter vào tháng 3 năm 2001 ở Los Angeles, trong video là 4 cô ca sĩ mặc đồ lót khêu gợi, dàn dựng theo bối cảnh câu lạc bộ đêm Moulin Rouge vào thời điểm 1890–1910. Video đã thắng 2 giải Video âm nhạc của MTV cho hạng mục "Video xuất sắc nhất năm" và "Video xuất sắc nhất trích từ một bộ phim", và được đề cử cho "Video có vũ đạo đẹp nhất" (do Tina Landon làm biên đạo múa), "Video Dance xuất sắc nhất", "Video Pop xuất sắc nhất" và "Chỉ đạo nghệ thuật xuất sắc nhất". Nó xếp thứ 30 trong danh sách 100 video xuất sắc nhất của MuchMusic.

### Danh sách bài hát
1. "Lady Marmalade" (Thunderpuss Radio Mix) – 4:09
2. "Lady Marmalade" (Thunderpuss Mixshow Mix) – 6:21
3. "Lady Marmalade" (Thunderpuss Club Mix) – 9:35
4. "Lady Marmalade" (Thunderpuss Dub) – 8:21
5. "Lady Marmalade" (Thunderpuss Drums) – 3:42
6. "Lady Marmalade" (Thunderpuss Tribe-A-Pella) – 7.42

### Giải thưởng
| Năm  | Lễ trao giải                            | Giải thưởng                               | Kết quả   |
| ---- | --------------------------------------- | ----------------------------------------- | --------- |
| 2001 | Teen Choice Awards                      | Bài hát dành cho mùa hè                   | Đoạt giải |
| 2001 | MTV Video Music Awards                  | Video của năm                             | Đoạt giải |
| 2001 | MTV Video Music Awards                  | Video xuất sắc nhất trích từ phim         | Đoạt giải |
| 2001 | MTV Video Music Awards                  | Video Pop xuất sắc nhất                   | Đề cử     |
| 2001 | MTV Video Music Awards                  | Video Dance xuất sắc nhất                 | Đề cử     |
| 2001 | MTV Video Music Awards                  | Video có vũ đạo đẹp nhất                  | Đề cử     |
| 2001 | MTV Video Music Awards                  | Chỉ đạo nghệ thuật xuất sắc nhất          | Đề cử     |
| 2001 | TMF Awards                              | Video xuất sắc nhất năm                   | Đoạt giải |
| 2001 | Radio Music Awards                      | Bài hát của năm                           | Đoạt giải |
| 2001 | MTV Europe Music Awards                 | Bài hát xuất sắc nhất                     | Đề cử     |
| 2002 | ASCAP Pop Music Awards                  | Video xuất sắc nhất                       | Đoạt giải |
| 2002 | Billboard Music Awards                  | Đạo diễn video xuất sắc nhất              | Đoạt giải |
| 2002 | MTV Asia Awards                         | Video được yêu thích nhất                 | Đề cử     |
| 2002 | BMI Awards                              | Bài hát xuất sắc nhất                     | Đoạt giải |
| 2002 | Channel [V] Thailand Music Video Awards | Video hợp ca được yêu thích               | Đoạt giải |
| 2002 | Giải Grammy                             | Hợp tác thu âm Pop xuất sắc nhất          | Đoạt giải |
| 2002 | MTV Japan Video Music Award             | Video xuất sắc nhất trích từ phim         | Đoạt giải |
| 2002 | MVPA Video Award                        | Video có phong cách tạo mẫu xuất sắc nhất | Đoạt giải |

### Bảng xếp hạng
| Bảng xếp hạng (2001)                            | Vị trí cao nhất |
| ----------------------------------------------- | --------------- |
| Argentina Singles Chart                         | 1               |
| Australian Singles Chart                        | 1               |
| Austrian Singles Chart                          | 3               |
| Brasil Singles Chart                            | 1               |
| Belgium Singles Chart                           | 2               |
| Canadian Singles Chart                          | 18              |
| Danish Singles Chart                            | 2               |
| Dutch Singles Chart                             | 2               |
| Finland Singles Chart                           | 2               |
| French Singles Chart                            | 12              |
| German Singles Chart                            | 1               |
| Irish Singles Chart                             | 1               |
| Italian Singles Chart                           | 6               |
| New Zealand Singles Chart                       | 1               |
| Norwegian Singles Chart                         | 1               |
| Sweden Singles Chart                            | 1               |
| Swiss Singles Chart                             | 1               |
| UK Singles Chart                                | 1               |
| U.S. Billboard Hot 100                          | 1               |
| U.S. Billboard Hot R&B/Hip-Hop Singles & Tracks | 43              |
| U.S. Billboard Hot Dance Club Songs             | 3               |

#### Chứng nhận
| Quốc gia             | Chứng nhận  |
| -------------------- | ----------- |
| Australia (ARIA)     | 2x Bạch kim |
| Áo (IFPI)            | Vàng        |
| Bỉ (IFPI)            | Bạch kim    |
| Pháp (SNEP)          | Bạc         |
| Đức (IFPI)           | Bạch kim    |
| Hà Lan (NVPI)        | Bạch kim    |
| New Zealand (RIANZ)  | Bạch kim    |
| Na Uy (IFPI)         | Bạch kim    |
| Thụy Điển (IFPI)     | Bạch kim    |
| Thụy Sĩ (IFPI)       | Bạch kim    |
| United Kingdom (BPI) | Vàng        |

### Bảng tổng kết cuối năm
| Bảng xếp hạng (2001) | Hạng |
| -------------------- | ---- |
| Australia            | 13   |
| Áo                   | 11   |
| Pháp                 | 51   |
| Ireland              | 10   |
| Hà Lan               | 10   |
| New Zealand          | 20   |
| Thụy Sĩ              | 4    |
| UK                   | 14   |